# محوطه مزگت
محوطه مزگت در شهرستان رضوانشهر، بخش پره سر، روستای بناوی واقع شده و این اثر در تاریخ ۲۴ اسفند ۱۳۸۳ با شمارهٔ ثبت ۱۱۷۴۸ به‌عنوان یکی از آثار ملی ایران به ثبت رسیده است.